# Докторенко Андрій Миколайович
Андрі́й Микола́йович Докторе́нко (нар. 26 березня 1980, м. Пирятин) — старший лейтенант Збройних сил України, відзначився у ході російського вторгнення в Україну, учасник російсько-української війни, Герой України з удостоєнням ордена «Золота Зірка».

## Життєпис
Андрій Докторенко народився 26 березня 1980 року в Пирятині на Полтавщині. Навчався в школі № 4 рідного міста, після закінчення 9 класів вступив до Березоворудського технікуму, а згодом — до Київського національного аграрного університету. Працював у Пирятинському відділі поліції.
Був мобілізований 19 квітня 2022 року до 66-ї окремої механізованої бригади. Перебував на передовій для відбиття повномасштабного російського вторгнення в Україну: з липня 2022 року виконує бойові завдання на Донеччині та Луганщині.

## Родина
Дружина та двоє синів.

## Нагороди
- звання «Герой України» з врученням ордена «Золота Зірка» (29 вересня 2023) — за особисту мужність і героїзм, виявлені у захисті державного суверенітету та територіальної цілісності України, самовіддане служіння Українському народові